# Ladoga obliterata
Ladoga obliterata är en fjärilsart som beskrevs av Shipp. Ladoga obliterata ingår i släktet Ladoga och familjen praktfjärilar. Inga underarter finns listade i Catalogue of Life.